# Kulturareal

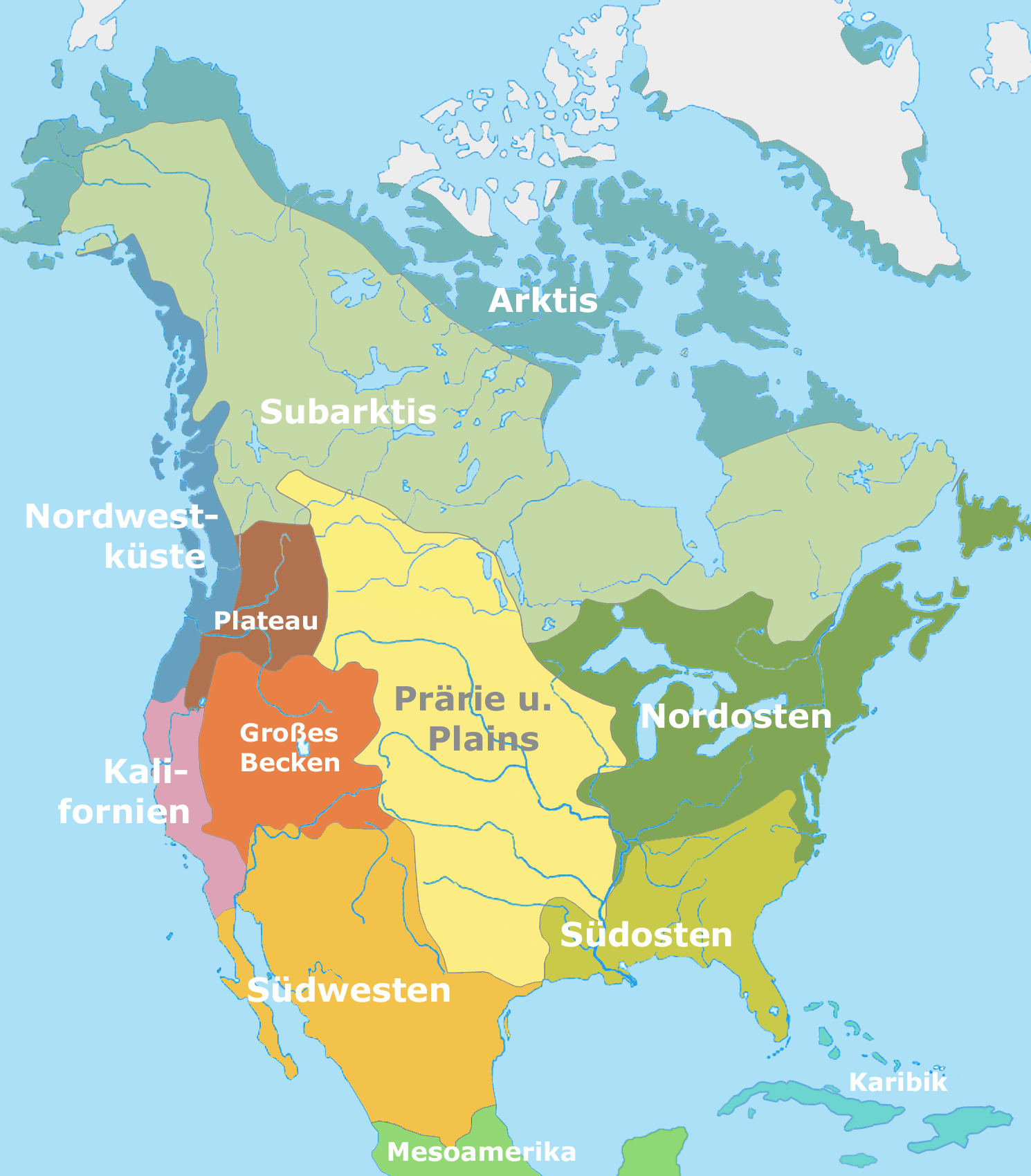
Das älteste und heute noch populärste Modell für Kulturareale deckt Nordamerika ab und stammt von Clark Wissler (1912) in der Überarbeitung von Alfred Kroeber (1939)

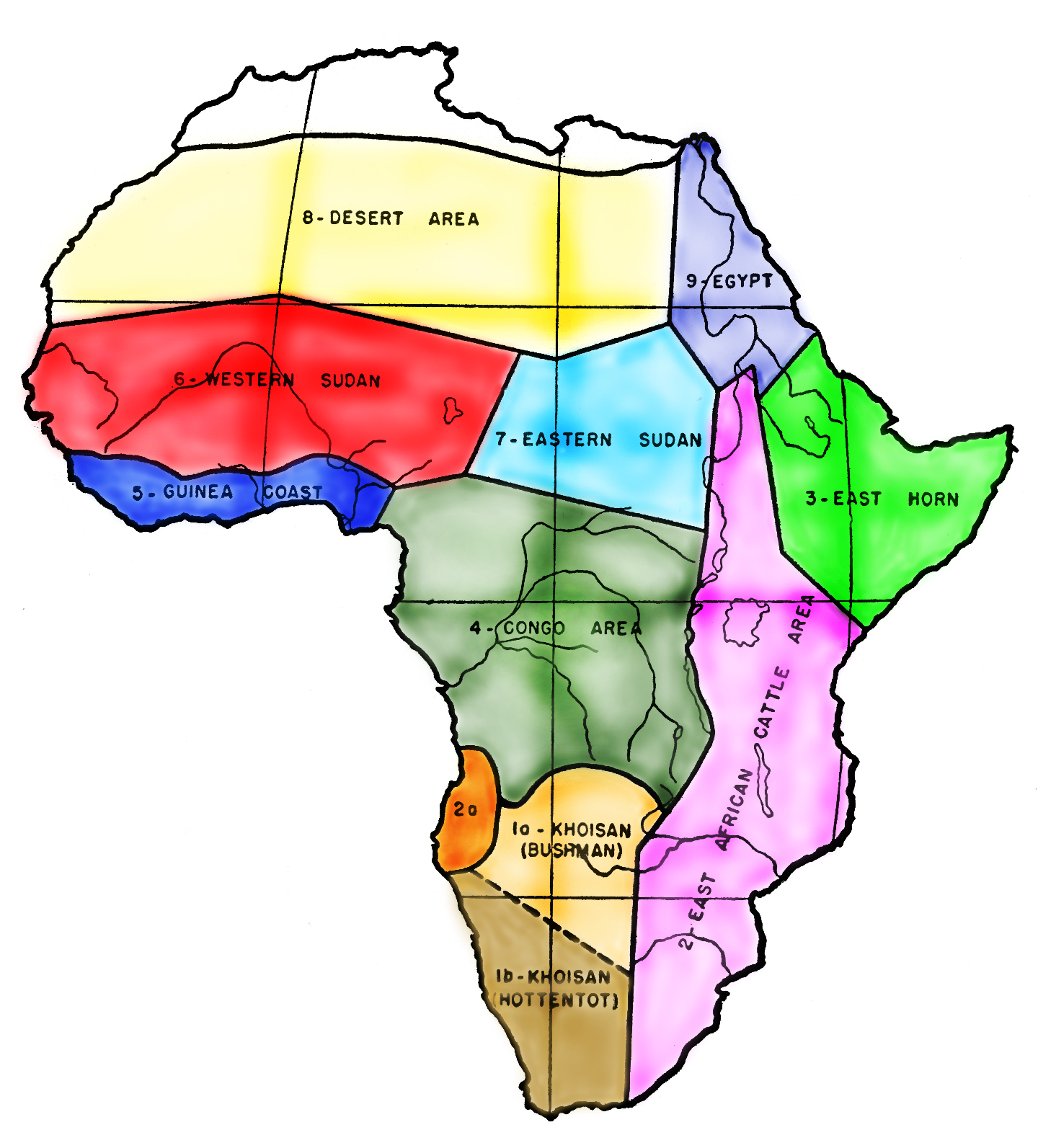
Weniger bekannt ist die Arbeit von Melville J. Herskovits für den afrikanischen Kontinent (1945)

Kulturareal (von lateinisch arealis ‚Fläche‘), Kulturkomplex oder Kulturprovinz bezeichnet in der Ethnologie ein geografisch abgegrenztes Gebiet, in dem verschiedene Ethnien leben, die eine gewisse Anzahl typologisch ähnlicher oder vergleichbarer Kulturelemente oder Kulturgüter aufweisen. Die Ursache dafür sind homologe Entwicklungen durch gemeinsame Abstammung, Kulturtransfer zwischen benachbarten Ethnien und (weitaus kontroverser diskutiert) analog entstandene Übereinstimmungen, die auf gleichartige Lebensbedingungen zurückgeführt werden.
Die außereuropäischen Kulturareale in Gebieten ehemaliger europäischer Kolonien verweisen grundsätzlich auf Vorstellungen einer jüngsten historischen Verbreitung und Lebensweise der „eingeborenen“ Völker vor der Kolonialisierung bzw. vor der Bildung der modernen Nationalstaaten. Eine Ausnahme bilden die Kulturareale Europas: Obgleich sie sich explizit auf die historische Entwicklung beziehen, bilden sie dennoch Realitäten ab, die gegenwärtig noch zutreffen. Das Gleiche gilt eingeschränkt für die meisten Areale Südasiens.
Viele traditionelle Lebensweisen und indigene Kulturelemente existieren heute nur noch als Substrat unter der vorherrschenden Kultur, so dass Kulturareal-Karten für die Gegenwart in vielen Regionen der Welt die kulturellen Minderheiten hervorheben. Beispielsweise bezieht sich das nordamerikanische Kulturareal „Prärie und Plains“ auf die Völker der Prärie-Indianer; diese leben nach wie vor dort, obwohl ihr Anteil an der Bevölkerung nur noch etwa drei Prozent beträgt und sie schon seit Mitte des 19. Jahrhunderts nicht mehr von der traditionellen Bisonjagd leben.
Die moderne Ethnologie führte die Bezeichnung Kulturareal ein, nachdem die „Kulturkreislehre“ aufgegeben wurde, weil sie mit der Rassenideologie des Dritten Reiches in Verbindung gebracht wurde. Das von den US-amerikanischen Ethnologen Franz Boas, Robert Lowie und Clark Wissler zu Anfang des 20. Jahrhunderts entwickelte Konzept der culture area wurde später von verschiedenen Autoren übernommen.
Die Modelle der Kulturareale basieren auf der Out-of-Africa-Theorie sowie der genetisch rekonstruierten Ausbreitung des Menschen und des „Wanderverhaltens“ menschlicher Populationen. So wird angenommen, dass sich kleine, vorgeschichtliche Gruppen aufgrund unwirtlicher Lebensbedingungen und/oder der Erschöpfung der Ressourcen weit über die Erde verstreut haben. In günstigen Gebieten kam es zur Ansiedlung und im Laufe der Zeit zu einer immer besseren Anpassung an die jeweiligen ökologischen Verhältnisse. Auf diese Weise entstanden die ältesten Kulturen. Die effiziente Nutzung der Umwelt führte wiederum zu einem starken Bevölkerungszuwachs und somit zu einer sternförmigen Ausbreitung und Etablierung der Kulturen innerhalb des jeweiligen Großlebensraumes. Nach der Theorie blieben die wesentlichen Merkmale der Kulturen dabei erhalten. Bei den „Ablegern“ kam es lediglich zur Differenzierung von Details. Vor diesem Hintergrund sei es möglich, räumlich abgrenzbare Kulturareale zu definieren.
Außerhalb der ethnologischen und historischen Wissenschaften spricht man von Kulturräumen oder Kulturerdteilen, die im jeweiligen Zusammenhang ihrer Fachwissenschaft die gegenwärtige Situation abbilden.

## Problem der Abgrenzung

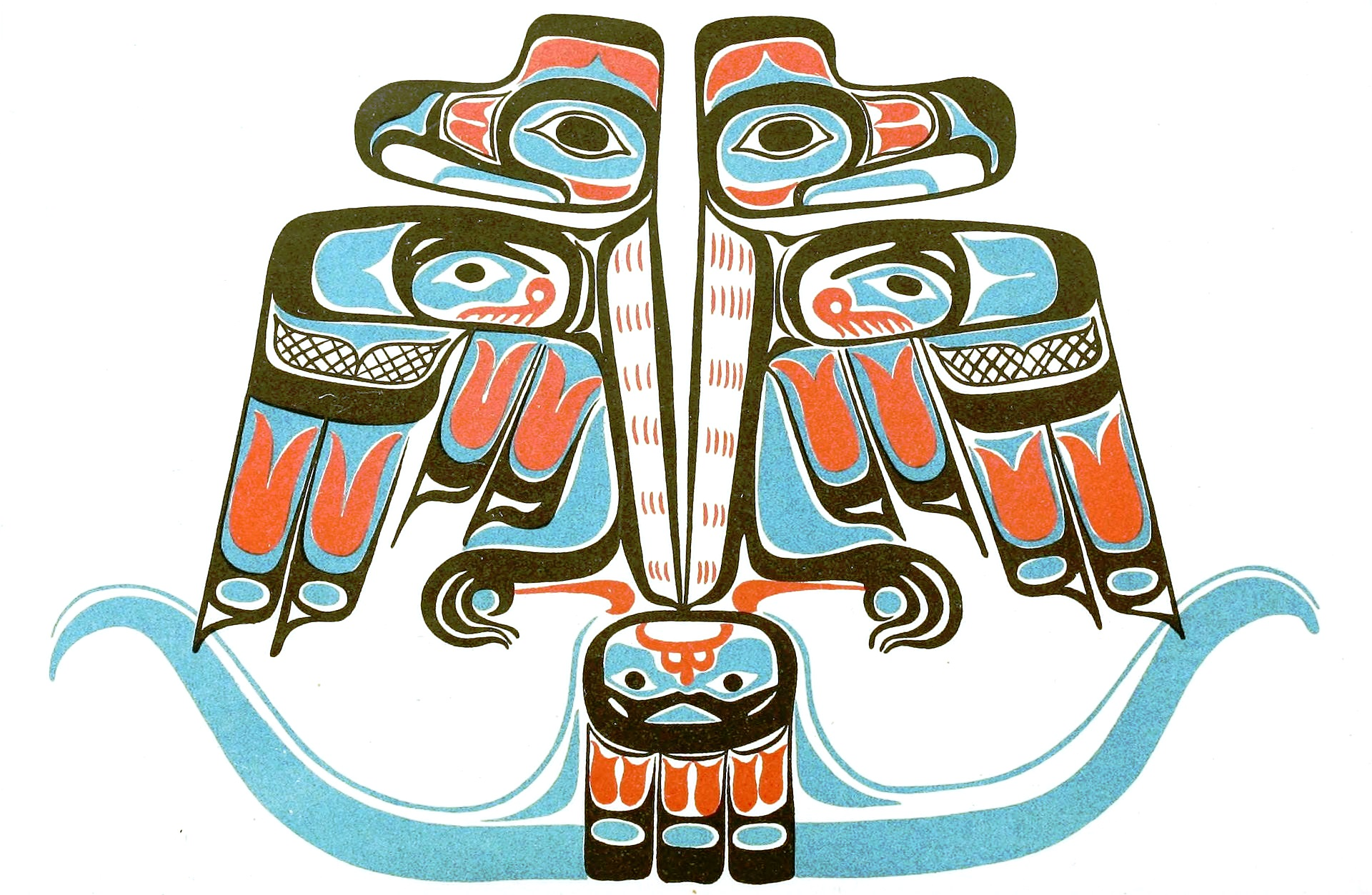
Das nordamerikanische Kulturareal „Nordwestküste“ lässt sich relativ leicht durch den typischen Kunststil abgrenzen

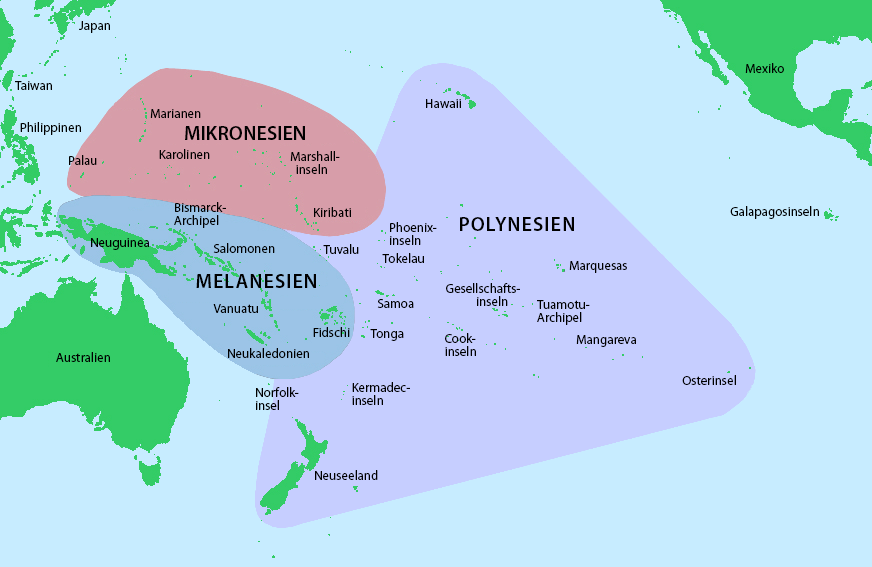
Ganz anders bei den drei ozeanischen Kulturarealen: Lokale Variationen sind (nach Hunter und Whitten) so zahlreich, dass es schwierig ist, die abgelegenen isolierten Inselkulturen über die gesamte Weite des Pazifiks zu generalisieren

Jegliche Festlegung eines Kulturareales beruft sich auf die Ergebnisse der kulturvergleichenden Sozialforschung aus einer einseitigen europäischen Sicht. Während die Grenzziehung zwischen einigen wenigen Kulturen relativ leicht gelingt, ist die Einteilung ganzer Kontinente in abgegrenzte Areale jedoch schwierig und problematisch: So stimmen die von verschiedenen Autoren zu verschiedenen Zeiten gezeichneten Karten häufig nicht miteinander überein; sie zeigen ungleiche Anzahlen, Größen und Grenzen der einzelnen Kulturareale. Das liegt vor allem an der jeweils recht willkürlichen Auswahl derjenigen Kulturelemente, die für ein bestimmtes Kulturareal als charakteristisch angesehen wurden und werden. Dazu kommt der ständige Kulturwandel in vielen Gebieten der Welt.
Die größte Schwierigkeit bei der Abgrenzung ist die Festlegung, welche Kulturgüter tatsächlich für ein Areal spezifisch sind und welche übergreifend für mehrere Kulturen gelten. Kulturgüter in diesem Sinne sind beispielsweise Sprache, Kunstformen, Familienstrukturen, gesellschaftliche Organisation, Kalender, Körperschmuck, Folklore, Wohnformen, Subsistenzweisen; mithin die ideologischen Systeme einer Kultur. Eine wesentliche Grundlage für kontinentale Modelle bilden zudem die ökologischen Bedingungen der jeweiligen Lebensräume.
Obwohl die Festlegung von Kulturarealen aus den genannten Gründen heute umstritten ist, bietet sie die Möglichkeit, die Kulturvielfalt zu strukturieren und eine Basis für kulturvergleichende Untersuchungen zu schaffen. Die Einteilung in Kulturareale stellt ein heuristisches Werkzeug dar, einen Hilfsgedanken (bon à penser) im Sinne des französischen Ethnologen Claude Lévi-Strauss.
In diesem Sinne sind die Übereinstimmungen zwischen den verschiedenen (historischen) Autoren trotz der vorgenannten Einwände wiederum groß genug, um alle Modelle zu einem „Weltmodell der Kulturareale“ zusammenzuführen, wie es D. Hunter und P. Whitten 1976 für die „Encyclopedia of Anthropology“ formuliert haben.

## Kulturareale der Erde: Spiegelbild der Vegetationszonen und traditionellen Landnutzung
Die 43 „Culture Areas of the World“ von Hunter und Whitten basieren auf der Theorie, Kultur vor allem als einen Mechanismus der gemeinsamen Anpassung an unterschiedliche Lebensräume zu betrachten. Sie formulierten somit folgende Definition:

„Ein Kulturareal ist ein abgrenzbarer Teil der Erdoberfläche, in dem mehr oder weniger verwandte Gruppen von Menschen leben, bei denen der Anpassungsprozess über Jahrtausende zu einer großen Vielfalt von Überlebensstrategien geführt hat; jedoch ausgehend von einem gemeinsamen Erbe: Ähnliche ökologische Bedingungen, ähnlich wirtschaftliche, soziale und ideologische Systeme sowie verwandte Sprachen.“

Bis auf wenige Ausnahmen decken sich die Areale demnach mit den maßgebenden globalen Vegetationszonen (vgl. Karte: Die Vegetationszonen der Erde). In Bezug zu den jeweils dort entstandenen Wirtschaftsformen kann das Modell ebenso als schematische Landkarte der traditionellen Landnutzung der Erde betrachtet werden.
Die Autoren weisen explizit darauf hin, dass es sich bei den Grenzen nicht um konkrete indigene Territorien handelt, sondern nur um schematisch gezogene Grenzen, um die Schnittstellen zwischen den fließend ineinander übergehenden Kulturen zu kennzeichnen. In diesem Sinne sind nur die kulturellen Unterschiede zwischen den jeweiligen Zentren der Areale signifikant, nicht die hüben und drüben der Grenzen!
Überdies räumen die Autoren die Abgrenzungsprobleme ein und bezeichneten die Auswahl der verwendeten Kriterien aus der Vielzahl der ethnographischen Aufzeichnungen als (zu einem großen Teil) willkürlich.
Die folgende Karte mit den folgenden Tabellen der stichwortartig aufgeführten (oft historischen) Kulturelemente entsprechen der Beschreibung von Hunter und Whitten in der Encyclopedia of Anthropology. Die Autoren unterscheiden drei Maßstabsebenen: Über den Kulturarealen stehen die „Hauptareale“, die an die Einteilung in „Kulturerdteile“ des deutschen Geographen Albert Kolb oder an die Karte der „Civilisations“ von Samuel P. Huntington erinnern. Einige Areale werden nach unten noch weiter in „Subareale“ gegliedert.
| Ackerbau, Hirtennomadismus und Fernhandel             | sesshaft, nomadisch und halbsesshaft           |
| Bodenbau und Fernhandel                               | sesshaft                                       |
| Traditioneller Ackerbau                               | sesshaft                                       |
| Ackerbau, Gartenbau und Grünlandwirtschaft            | sesshaft                                       |
| Landwechselbau                                        | sesshaft                                       |
| Wanderfeldbau                                         | halbsesshaft                                   |
| Gartenbau, Wanderfeldbau und Jagd oder Fischerei      | zumeist halbsesshaft                           |
| Transhumanz und Bodenbau                              | Bodenbau sesshaft, Viehwirtschaft halbsesshaft |
| Agropastoralismus                                     | sesshaft, halbsesshaft oder halbnomadisch      |
| Spezialisierte Sammelwirtschaft                       | zumeist halbsesshaft                           |
| Spezialisierte Jagd oder Fischerei                    | Fischerei sesshaft, Jagd halbnomadisch         |
| Rentiernomadismus                                     | halbnomadisch                                  |
| Hirtennomadismus                                      | nomadisch, teilweise halbnomadisch             |
| Unspezialisierte Jagd, Fischerei und Sammelwirtschaft | nomadisch, Fischerei halbnomadisch             |

### Hauptareal Nordamerika
→ vergleiche: Nordamerikanische Kulturareale nach Wissler und Kroeber
| Kulturareal                    | Lebensraum und (historische) Gemeinsamkeiten | Ethnien (Beispiele)                               |
| ------------------------------ | --- | ------------------------------------------------- |
| Arktis                         | Tundra: halbsesshafte Wildbeuter (Karibu, Moschusochsen, saisonal Fischfang und Meeressäuger); akephale Gemeinschaften, Wintersiedlungen oft an der Küste, gemeinsame Eskimo-Aleutische Sprachen                                              | Inuit, Yupik, Kalaallit, Inupiat, Alëuten, Eskimo |
| Nordwestküste                  | Küstenregenwald: sesshafte Wildbeuter (Meeressäuger) und Fischer (Lachse); Häuptlingstümer mit großen Populationen, spezielle Sozialinstitutionen (Sklaverei, Potlatch-„Verschenkfest“), Kunststil                                            | Tlingit, Haida, Tsimshian, Kwakiutl, Chinook      |
| Subarktis                      | Nördliches Subareal Waldtundra u. boreale Gebirge: halbnomadische Jäger (Karibu), Fischer und Sammler (Beeren); egalitäre Horden | Kutchin, Kaska, Athabaskenstämme, Naskapi         |
| Subarktis                      | Südliches Subareal Taiga: nomadische Jäger (Wapiti, Elch, Kleinwild), Fischer und – z. T. halbsesshafte – Sammler (div. Pflanzen, Beeren, Wildreis); egalitäre Horden                                                                         | Cree, Anishinabe, Menominee, Algonkin, Innu       |
| Plateau – Becken – Kalifornien | Subareal Plateau trockene Hochebene in den Rockys: halbnomadische Lachsfischer, Jäger und Sammler (Wurzeln, Knollenpflanzen); Stammesgesellschaften                                                                                           | Ktunaxa, Spokane, Yakama, Secwepemc               |
| Plateau – Becken – Kalifornien | Subareal Großes Becken Halbwüsten: nomadische Sammler (Eicheln, Pinyon-Nüsse, Samen, Beeren, Wurzeln) und Jäger (Gabelbock, Kleintiere); egalitäre Horden                                                                                     | Shoshone, Paiute, Washoe                          |
| Plateau – Becken – Kalifornien | Subareal Kalifornien Hartlaubwälder, Trockensteppe, mediterrane Wälder: halbsesshafte Sammler (Wildfrüchte, vor allem Eicheln, Nüsse) und Jäger (Kleintiere, Seegetier); egalitäre Horden oder Stammesgesellschaften                          | Modoc, Kalif. Penuti, Yana, Pomo, Cahuilla        |
| Große Ebene                    | Gras-, Strauch- und Trockensteppen: halbnomadische, berittene Jäger (Präriebison, Gabelbock), bis 18. Jh. oftmals halbsesshafter Gartenbau; Tipi (Zelt), Stammesgesellschaften                                                                | Blackfoot, Cheyenne, Crow, Lakota, Comanche       |
| Osten                          | Subareal Nordosten Laub-Mischwälder: halbsesshafter Brandrodungs-Feldbau (Mais, Bohnen, Kürbisse), auch Wildreis-Ernte und Jagd; egalitäre Clan-Konföderationen                                                                               | Illinois, Irokesen, Abenaki, Miami, Shawnee       |
| Osten                          | Subareal Südosten Subtropische Feuchtwälder u. Laub-Mischwälder: meist sesshafter intensiver Feldbau: (Mais, Bohnen, Kürbisse) und Jagd; Häuptlingstümer, feste palisadenbewehrte Siedlungen                                                  | Creek, Choctaw, Natchez, Cherokee, Chickasaw      |
| Südwesten                      | Subareal Puebloindianer Halbwüsten u. aride Hochebenen: sesshafter Ackerbau, z. T. Bewässerung (Mais, Bohnen, Kürbisse) und Kleintierjagd; geschichtete Clan-Konföderationen, relativ dicht liegenden Dörfer                                  | Hopi, Havasupai, Tarahumara, Zuni, Yaqui          |
| Südwesten                      | Subareal Navajo u. Apache Halbwüsten u. aride Hochebenen: nomadische Jäger (Bison, Gabelbock, Kleintiere) und Sammler (Agaven, Nüsse, Samen), Raub, halbnomadischer Feldbau (Mais, Bohnen, Kürbisse) oder später Schafzucht; egalitäre Horden | Apachen, Navajo                                   |
| Mesoamerika                    | Trockene und feuchte subtropische- u. tropische Biome: div. sesshafte u. halbsesshafte Bodenbauformen (Mais, Bohnen, Kürbisse) und Kleintierjagd; theokratische Staaten, „Kulturfolger“ der historischen Hochkulturen Mittelamerikas          | Tolteken, Azteken, Maya, Tarascan, Huichol        |

↑ zurück zur Karte

### Hauptareal Südamerika
→ vergleiche: Indigene Kulturareale nach Münzel
| Kulturareal              | Lebensraum und (historische) Gemeinsamkeiten | Ethnien (Beispiele)                              |
| ------------------------ | --- | ------------------------------------------------ |
| Karibik                  | Tropische Savannen und Feuchtwälder: halbsesshafte Jagd (Kleintiere), Fischfang, Gartenbau (Papaya, Guave, Avocado) und Brandrodungs-Feldbau (Maniok); oft Häuptlingstümer                                         | Arawak, Kariben                                  |
| Chibcha                  | Tropische Tiefland- u. Gebirgsregenwälder: zumeist sesshafter Feldbau (Mais, Bohnen, Kürbisse, Maniok, Kartoffeln); oft Häuptlingstümer, Einflüsse der Hochkulturen im Norden und Süden                            | Chibcha, Kuna, Embera, Paez, Ika, Wiwa, Kogi     |
| Anden                    | Anden-Hochlandsteppen: sesshafter Fruchtfolge-Ackerbau und Bewässerungsterrassen (Kartoffel, sowie enorme Feldfrucht-Vielfalt); theokratische Staaten, Inka-Tradition                                              | Quechua, Aymara, Kolla, Huanca, Atacameño, Inka, |
| Amazonien                | Tropische Regenwälder: zumeist halbsesshafter Gartenbau (Papaya, Guave, Avocado), Wanderfeldbau (Maniok), Jagd und Fischfang; egalitäre Gruppen oder Häuptlingstümer, häufige Konflikte mit Nachbargruppen         | Huaorani, Shuar, Yanomami, Ticuna, Munduruku     |
| Brasilianisches Hochland | Tropische Savannen: halbsesshafter Brandrodungs-Feldbau (Maniok), Jagd und Fischfang; Stammesgesellschaften | Xavante, Xerente, Karajá, Guaraní                |
| Chaco                    | Tropische Trockenwälder: halbsesshafte Fruchtsammler, später Reiterkrieger, Fischfang, wenig Wanderfeldbau; egalitäre Gruppen oder Stammesgesellschaften                                                           | Wichí, Guaycurú, Toba, Chiriguano, Ayoreo        |
| Araukanien               | gemäßigte Laub- und Nadelwälder: halbsesshafter Feldbau (Mais, Bohnen, Kartoffeln), Sammeln (Araukarienfrüchte) und Jagd, Reiterkrieger; egalitäre Horden                                                          | Mapuche, Picunche, Huilliche                     |
| Patagonien               | trockengemäßigte Offenlandschaften: halbnomadische Jäger (Guanako u. Nandu, später Rinder u. Pferde, Meeressäuger) und Sammler (Meeresfrüchte), Reiterkrieger, lokal Feldbau (Weizen, Kartoffel); egalitäre Horden | Tehuelche, Het, Puelche                          |
| Feuerland                | gemäßigte Küstenregenwälder, Magellan-Tundra: nomadische Jäger (Guanako, Kammratte), Fischer (Meeresgetier) und Sammler (Wurzeln, Pilze, Beeren), minimaler Gartenbau; egalitäre Horden                            | Selk’nam, Yámana, Chonos                         |

↑ zurück zur Karte

### Hauptareal Europa
→ vergleiche: Historische Regionen Europas nach Christian Giordano
| Kulturareal    | Lebensraum und (historische) Gemeinsamkeiten | Ethnien (Beispiele)                               |
| -------------- | --- | ------------------------------------------------- |
| Nordwesteuropa | atlantisch feuchte Laub- und Nadelwälder der gemäßigten Breiten: sesshafter Ackerbau (Getreide), Gartenbau (Obst, Gemüse) und Grünlandwirtschaft (Rinder, Schweine); Nationalstaaten, „Kulturfolger“ der mittelalterlichen Feudalstaaten, Ursprung der Industriegesellschaft | England, Frankreich, Deutschland, Schweden        |
| Osteuropa      | kontinental trockene Laub-, Misch- und Nadelwälder der gemäßigten Breiten: sesshafter Ackerbau (Getreide); Nationalstaaten, geprägt durch die unstete Völkerwanderungszeit, Agrarstaaten                                                                                     | Polen, Ungarn, Rumänien, Russland, Ukraine        |
| Südeuropa      | mediterrane Hartlaubvegetation: sesshafter Ackerbau (Getreide), Dauerkultur (Oliven, Südfrüchte) und halbsesshafter Fernhandel (Mittelmeer); Nationalstaaten, „Kulturfolger“ der antiken Hochkulturen                                                                        | Portugal, Spanien, Italien, Serbien, Griechenland |
| Kaukasien      | subtropische und gemäßigte Gebirgswälder: halbsesshafte Transhumanz (Schafe, Rinder, Pferde) und Bodenbau (Getreide); Nationalstaaten, „Schmelztiegel“ mit großer Vielfalt an Sprachen und Kulturen                                                                          | Georgien, Aserbaidschan, Armenien                 |

↑ zurück zur Karte

### Hauptareal Naher Osten
| Kulturareal     | Lebensraum und (historische) Gemeinsamkeiten | Ethnien (Beispiele)                                           |
| --------------- | --- | ------------------------------------------------------------- |
| Südwest-Asien   | heiße Wüsten und Halbwüsten, fruchtbare Täler: sesshafter Ackerbau (Weizen), hirtennomadische Viehzucht (Kamele, Schafe, Ziegen, Pferde) und halbsesshafter Fernhandel (Mittelmeer, Handelskarawanen); islamische Kalifate, „Symbiose“ aus Bauern, Händlern und Beduinen | Türkei, Perser, Kurden, Araber (Irak, Saudi-Arabien, Ägypten) |
| Nord-Afrika     | Subareal Mittelmeerküste Hartlaubvegetation u. Halbwüsten: sesshafter Ackerbau (Getreide), Dauerkultur (Oliven, Südfrüchte) und halbsesshafter Fernhandel (Mittelmeer); Kalifate, „Kulturfolger“ der antiken Hochkulturen                                                | Araber (Marokkaner, Algerier, Tunesier, Libyer) und Berber    |
| Nord-Afrika     | Subareal Inland heiße Halbwüsten und Wüsten: halbnomadische Transhumanz (Schafe, Ziegen, Rinder) und Bodenbau (Getreide, Datteln); Stammesgesellschaften | Berber, Sanūsīya                                              |
| Sahara          | heiße Wüsten und Halbwüsten: nomadische Hirten (Kamele, Pferde, Ziegen), Karawanenhandel, z. T. Oasenkultur (Datteln); Stammesgesellschaften | Tuareg, Tubu, Mauretanier                                     |
| Horn von Afrika | tropische Savannen und Hochlandsteppen: halbsesshafter oder nomadischer Agropastoralismus (Teff, Sorghum, Ensete / Rinder), z. T. sesshafter Ackerbau (Getreide); Clansysteme in Staaten, großer Einfluss Südwestasiens                                                  | Somalis, Oromo, Amharen, Tigray                               |

↑ zurück zur Karte

### Hauptareal Afrika
| Kulturareal        | Lebensraum und (historische) Gemeinsamkeiten | Ethnien (Beispiele)                         |
| ------------------ | --- | ------------------------------------------- |
| West-Sudan         | Trocken-, Dornstrauch- u. Feuchtsavannen: sesshafter Landwechselbau (Sorghumhirsen, Süßkartoffel) mit Rinder-Pastoralismus; „Kulturfolger“ der vorkolonialen Königreiche, Häuptlingstümer                    | Fulbe, Songhai, Fur, Hausa, Yoruba, Kanuri  |
| Guinea             | Tropische Regen- und Feuchtwälder: sesshafter Dauerfeldbau (Maniok, Yams, Taro, Dauerkulturen), Handel und Fischfang; „Kulturfolger“ der vorkolonialen Königreiche, Häuptlingstümer                          | Yoruba, Ewe, Fon, Aschanti, Akan, Edo, Igbo |
| Kongo              | Bantu-Subareal Tropische Wälder u. Savannen: halbsesshafter Wanderfeldbau (Maniok, Taro, Sorghumhirsen), Jagen, Fischfang, Sammeln, Schweine- oder Rinderhaltung; Häuptlingstümer oder Stammesgesellschaften | Azande, Mongo, Baluba, Lunda, Bemba         |
| Kongo              | Pygmäen-Subareal Tropischer Regenwald: nomadische Jäger (Säugetiere, Vögel) und Sammler (Pilze, Honig, Larven, Früchte); egalitäre Horden                                                                    | Mbuti, Mbenga, Efe, Cwa, Gieli, Twa, Baka   |
| Östliches Hochland | Tropische Savannen: halbnomadische Transhumanz (vor allem Rinder sowie Schafe, Ziegen), sesshafter Landwechselbau (Sorghumhirsen, Süßkartoffel), Jagen, Sammeln und Fischen; Stammesgesellschaften           | Dinka, Nuer, Massai, Samburu, Luo, Turkana  |
| Süd-Plateau        | Miombowald, Savanne u. Steppe: sesshafter, halbsesshafter oder nomadischer Agropastoralismus (Sorghumhirsen, Rinder); Häuptlings-, Stammes- oder Königtümer                                                  | Ovambo, Herero, Ovimbundu, Xhosa, Zulu      |
| Südwest-Afrika     | Khoikhoi-Subareal Heiße Halbwüsten: halbsesshafter oder nomadischer Agropastoralismus (Sorghumhirsen, Rinder, Schafe), Jagen und Sammeln; Clansystem                                                         | Nama, Orlam                                 |
| Südwest-Afrika     | San-Subareal heiße Wüsten und Halbwüsten, Dornsavannen: nomadische Jäger (Säugetiere, Vögel, Reptilien) und Sammler (Nüsse, Wurzeln, Beeren); egalitäre Horden                                               | Juǀ’hoansi, ǃKung, Damara                   |

↑ zurück zur Karte

### Hauptareal Nördliches Asien
| Kulturareal       | Lebensraum und (historische) Gemeinsamkeiten | Ethnien (Beispiele)                            |
| ----------------- | --- | ---------------------------------------------- |
| Sibirien          | Nördliches Subareal Tundra, Waldtundra u. Taiga: nomadischer Rentier-Pastoralismus, Wildbeuter (Land- u. Meeressäuger, Fische) und Sammeln (Beeren); egalitäre Gruppen                             | Samen, Nenzen, Chanten, Ewenken, Ewenen,       |
| Sibirien          | Südliches Subareal Waldsteppe, gemäßigte Laubwälder u. Taiga: sesshafte oder halbsesshafte Viehzucht (Pferde, Rinder, Schafe, Rentiere) und etwas Bodenbau (Heu, Getreide); Khanate, Ständeordnung | Burjaten, Jakuten, Chakassen, Altaier, Tuwiner |
| Paläo-Sibirien    | Tundra u. Waldtundra: sesshafte od. halbsesshafte Wildbeuter (Rentiere, Meeressäuger, Fische); egalitäre Gruppen                                                                                   | Tschuktschen, Korjaken, Jukagiren, Itelmenen   |
| Eurasische Steppe | Nördliches Subareal Wald- u. Grassteppen: sesshafte Grünlandwirtschaft (Rinder, Pferde, Schweine) und Ackerbau (Getreide); Khanate, Ständeordnung, Stammeskonföderationen                          | Tataren, Baschkiren                            |
| Eurasische Steppe | Südliches Subareal Steppen, winterkalte Halbwüste u. Wüste: Hirtennomaden (Pferde, Rinder, Schafe, Kamele); Khanate, Ständeordnung, Stammeskonföderationen                                         | Kalmücken, Kasachen, Usbeken, Mongolen         |

↑ zurück zur Karte

### Hauptareal Südliches Asien
| Kulturareal      | Lebensraum und (historische) Gemeinsamkeiten | Ethnien (Beispiele)                              |
| ---------------- | --- | ------------------------------------------------ |
| Süd-Zentralasien | Subareal Indische Westküste Halbwüsten, Trockene Savannen u. tropische Feuchtwälder: sesshafter Ackerbau (Reis, Hirse, Weizen), Milchviehwirtschaft und Fernhandel; Nationalstaat mit Kastenwesen, „Kulturfolger“ der Indus-Kultur                          | Punjabis, Gujarati, Bev. Westghats u. Rajputen   |
| Süd-Zentralasien | Subareal Golf von Bengalen Trockene u. feuchte tropische u. subtropische Wälder u. Savannen: sesshafter Ackerbau (Nassreis, Süßkartoffel); Nationalstaat mit Kastenwesen, chinesischer Einfluss                                                             | Tamilen, Bev. Zentral- u. Ostindiens, Birmanen   |
| Süd-Zentralasien | Subareal „Stammesvölker“ Trockene u. feuchte tropische u. subtropische Wälder u. Savannen: halbsesshafter Wanderfeldbau (Reis, Hirse, Gemüse), Jagen (Säugetiere, Vögel) und Sammeln (Wildfrüchte); egalitäre Gruppen od. Häuptlingstümer                   | Vedda, Adivasi, Derung, Andamaner, Mlabri        |
| Süd-Zentralasien | Subareal Himalaya u. Tibet Hochlandsteppen u. -wüsten, Hochgebirgsvegetation: Hirtennomaden (Yaks, Pferde, Ziegen, Esel), Bodenbau in den Tälern (Gerste, Gemüse, Obst); buddhistische Theokratie, Ständeordnung                                            | Tadschiken, Tibeter, Nepalesen, Lepcha, Lhoba    |
| Nord-China       | Gemäßigte Wälder, Steppen und Wüsten: sesshafter Ackerbau (Buchweizen, Hirse, Soja) und Viehzucht (Schweine, Rinder, Schafe); Nationalstaat, „Kulturfolger“ der historischen Kaiserreiche                                                                   | Han-Chinesen, Hui-Chinesen, Mandschu             |
| Süd-China        | Subtropische u. tropische Feuchtwälder, Gebirgswälder, Savannen: Bodenbau (Nassreis, Hirse, Soja, Yams, Taro) Gartenbau (Gemüse, Zitrusfrüchte, Kokosnüsse) und Viehzucht (Schweine, Hühner); Nationalstaaten, „Kulturfolger“ der historischen Kaiserreiche | Südchinesische Ethnien, Vietnamesen, Khmer       |
| Korea und Japan  | Jüngeres Subareal Gemäßigte u. subtropische Wälder, Gebirgswälder: Ackerbau (Reis, Taro) und Fischfang (Meeresfrüchte); Nationalstaaten, „Kulturfolger“ der historischen Reiche                                                                             | Koreaner, Japaner                                |
| Korea und Japan  | Älteres Subareal Gemäßigte u. boreale Laub- u. Nadelwälder: sesshafte Fischer (Meeresfrüchte), Jäger (Vögel, Kleintiere) und Sammler (Wildpflanzen); egalitäre Gruppen                                                                                      | Ainu                                             |
| Indonesien       | Jüngeres Subareal Tropische Regenwälder, Savannen u. Trockenwälder: sesshafter oder halbsesshafter Gartenbau (Sago, Banane), Wanderfeldbau (Nassreis, Taro, Süßkartoffel), Jagd und Fischfang; autonome Ranggesellschaften in Staaten                       | Malaien, Javaner, Dusun, Philippiner, Madagassen |
| Indonesien       | Älteres Subareal Tropische Regenwälder: nomadische Jäger (Säugetiere, Vögel), Fischer und Sammler (Wildpflanzen, Wurzeln, Sago); egalitäre Clangesellschaften                                                                                               | Semang, Senoi, Aeta, Penan                       |

↑ zurück zur Karte

### Hauptareal Ozeanien
→ vergleiche: Kulturareale der Aborigines nach Nicolas Peterson
| Kulturareal | Lebensraum und (historische) Gemeinsamkeiten | Ethnien (Beispiele)                                           |
| ----------- | --- | ------------------------------------------------------------- |
| Mikronesien | Tropische Inselvegetation: Fischfang, Fernhandel, Gartenbau (Kokos, Taro, Yams, Bananen) und Viehzucht (Schweine, Hühner); Häuptlingstümer                                                                 | Mikronesier: u. a. Palauer, Yap-Insulaner                     |
| Melanesien  | Jüngeres Subareal Tropische Regenwälder: halbsesshafter Gartenbau (Sago, Banane, Pandanusfrüchte), Wanderfeldbau (Yams, Taro, Süßkartoffel), Viehzucht (Schweine, Hühner) und Fischfang; egalitäre Gruppen | Papua-Völker, Melanesier: u. a. Tolai, Salomoner              |
| Melanesien  | Älteres Subareal Tropische Bergregenwälder: halbnomadische Jäger (Säugetiere, Vögel), Gartenbauer (Sago, Banane, Pandanus) und Sammler (Wildpflanzen, Wurzeln, Honig); egalitäre Gruppen                   | Korowai, Meakambut                                            |
| Polynesien  | Tropische, subtropische u. gemäßigte Inselvegetation: sesshafter Bodenbau (Taro, Süßkartoffel, Brotfrucht), Viehzucht (Schweine) und Fischfang; vorstaatliche Häuptlingstümer                              | Polynesier, u. a. Maori, Hawaiianer, Osterinsulaner           |
| Australien  | Subtropische u. tropische Trockenräume, z. T. Wälder: nomadische Jäger (Beuteltiere, Vögel, Reptilien) und Sammler (Wildpflanzen); egalitäre Horden                                                        | Aborigines: u. a. Arrernte, Yolngu, Warlpiri, Tiwi, Tasmanier |

↑ zurück zur Karte